# Andreas Weimer

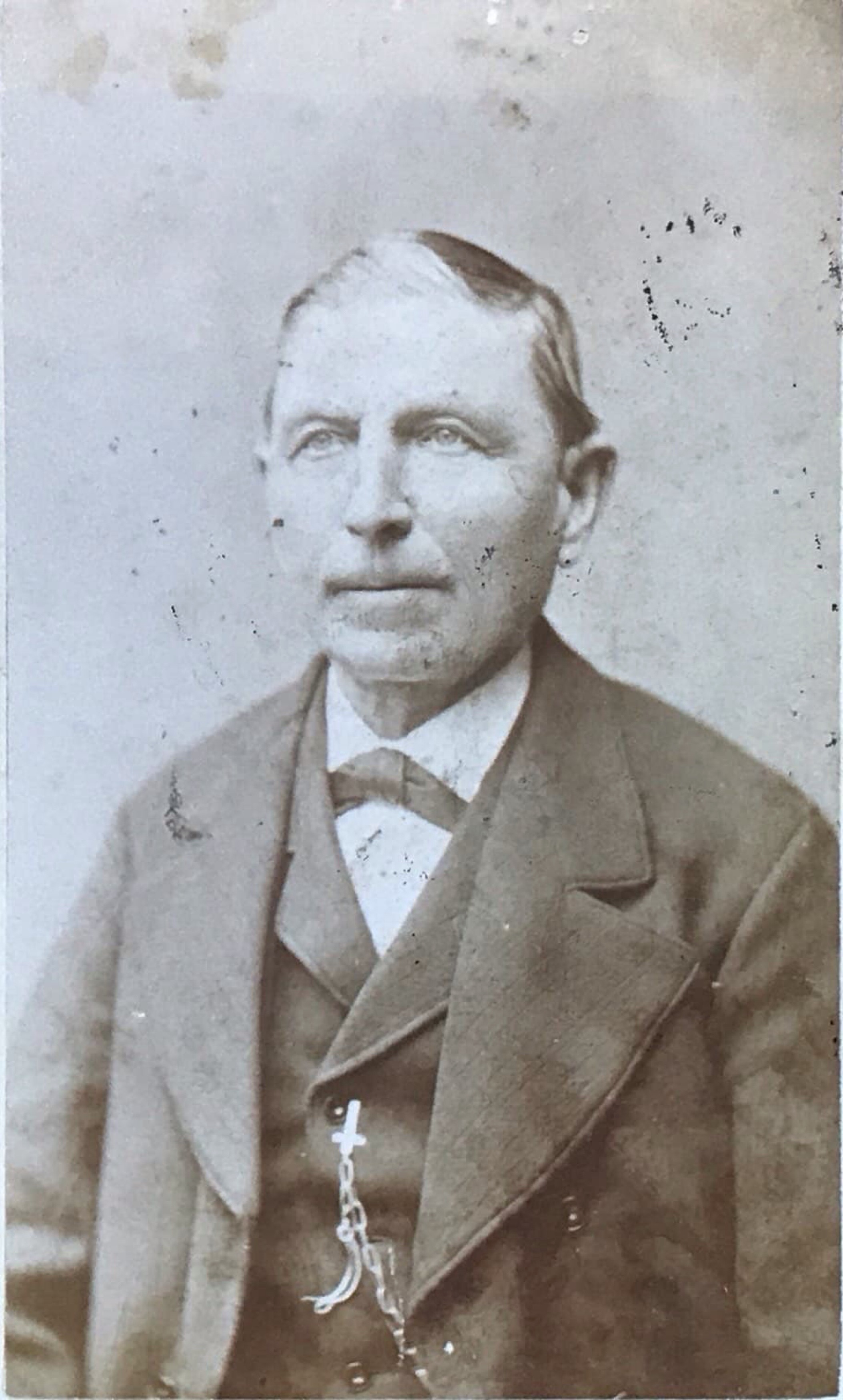
Andreas Weimer

Andreas Weimer (* 12. Januar 1820 in Neunkirchen; † 21. November 1900 ebenda) war ein bayerischer Politiker, Landwirt und Mitglied des Bayerischen Landtages. 

## Leben
Weimer war von 1870 bis 1875 Bürgermeister von Neunkirchen. Ab 1869 saß er für die Bayerische Patriotenpartei im Bayerischen Landtag, bis er nach Ablauf der 13. Wahlperiode 1875 aus diesem ausschied. Am 6. November 1877 zog er als Nachrücker für Wilhelm Molitor erneut in die Kammer der Abgeordneten im Landtag ein. Dort gehörte er der Jörg-Gruppe an.
Weimer starb am 21. November 1900 in Neunkirchen; er liegt auf dem dortigen Friedhof begraben.

## Trivia

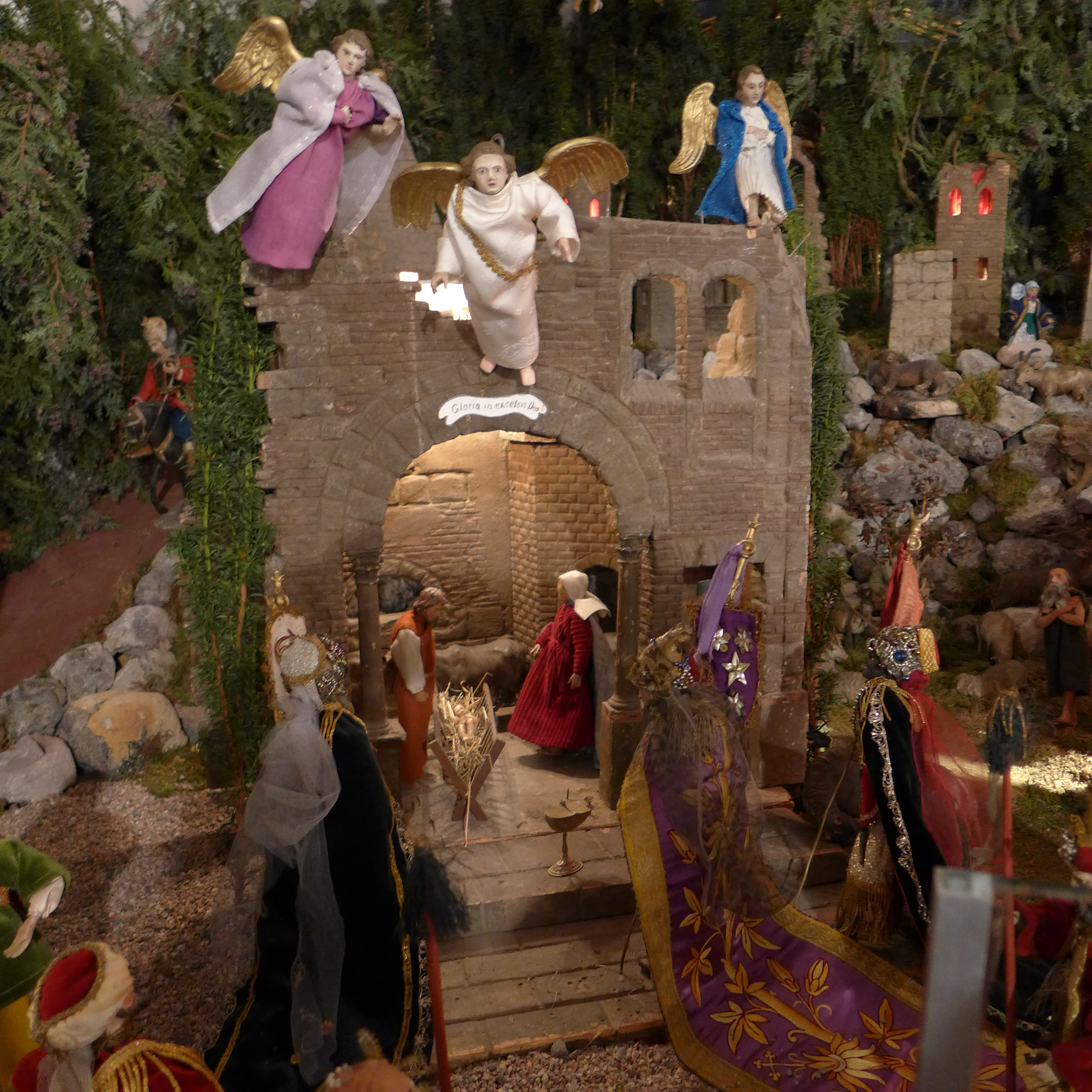
Die Krippe, hier die Anbetung der Könige

In München kaufte Weimer eine Barockkrippe, die er der Katholischen Pfarrkirche seines Heimatdorfes Neunkirchen 1871 spendete, wo diese jährlich zur Weihnachtszeit ausgestellt ist.